# Lista över halländska spelmän
Lista över halländska spelmän.

## Falkenbergs kommun

### Eftra socken
- Karl Stenström.[1]

### Gunnarps socken
- Johannes Erlanson.[1]

### Vessige socken
- August Bondeson.[1]

## Halmstads kommun

### Halmstad
- Ludvig Edvard Pålsson.[1]

## Kungsbacka kommun

### Släps socken
- Henning Jansson.[1]
- Fritz Oskar Brogren.[1]
- Frans Leopold Levan.[1]

## Laholms kommun

### Skummeslövs socken
- Anders Nilsson.[1]

## Mölndals kommun

### Lindome socken
- Albert Drakenberg.[1]